# Míddies d'Atenes
Míddies (Middias o Meidias) fou un atenenc repetidament satiritzat pels poetes pel seu caràcter. Aristòfanes l'anomena "guatlla"; era aficionat al joc, arrogant i brivall. Algun poeta suggereix que especulava amb diners públics.